# Campionati europei under 23 di nuoto
I Campionati europei under 23 di nuoto sono una competizione di nuoto organizzata dalla LEN.

## Storia
Nel gennaio del 2023 la LEN ha annunciato la fondazione di un nuovo campionato continentale giovanile, da affiancare ai tradizionali europei giovanili, per dare possibilità di competere anche ai giovani atleti che nel corso dell'anno non sono riusciti a partecipare alle principali competizioni internazionali (europei e mondiali).
La prima edizione si è svolta in Irlanda, a Dublino, dall'11 al 13 agosto 2023. La partecipazione è riservata agli atleti di età compresa tra i 19 ed i 23 anni.

## Edizioni
| N° | Anno | Città   | Paese      |
| -- | ---- | ------- | ---------- |
| 1  | 2023 | Dublino | Irlanda    |
| 2  | 2025 | Šamorín | Slovacchia |

## Medagliere
- Aggiornato a Šamorín 2025

| Pos.   | Nazione              | Oro | Argento | Bronzo | Totale |
| ------ | -------------------- | --- | ------- | ------ | ------ |
| 1      | Polonia              | 10  | 7       | 5      | 22     |
| 2      | Germania             | 10  | 6       | 3      | 19     |
| 3      | Gran Bretagna        | 7   | 7       | 11     | 25     |
| 4      | Irlanda              | 7   | 5       | 1      | 13     |
| 5      | Grecia               | 7   | 2       | 6      | 15     |
| 6      | Paesi Bassi          | 5   | 6       | 4      | 15     |
| 7      | Ungheria             | 4   | 4       | 7      | 15     |
| 8      | Austria              | 4   | 1       | 1      | 5      |
| 9      | Slovenia             | 4   | 0       | 2      | 6      |
| 10     | Belgio               | 3   | 2       | 0      | 5      |
| 11     | Romania              | 3   | 0       | 2      | 5      |
| 12     | Francia              | 2   | 5       | 9      | 16     |
| 13     | Portogallo           | 2   | 3       | 2      | 7      |
| 14     | Bulgaria             | 2   | 2       | 0      | 4      |
| 15     | Israele              | 2   | 0       | 4      | 6      |
| 16     | Estonia              | 2   | 0       | 0      | 2      |
| 17     | Ucraina              | 1   | 7       | 3      | 11     |
| 18     | Italia               | 1   | 4       | 4      | 9      |
| 19     | Danimarca            | 1   | 0       | 2      | 3      |
| 20     | Norvegia             | 0   | 3       | 1      | 4      |
| 21     | Croazia              | 0   | 2       | 4      | 6      |
| 22     | Slovacchia           | 0   | 2       | 2      | 4      |
| 23     | Serbia               | 0   | 2       | 1      | 3      |
| 24     | Lituania             | 0   | 1       | 2      | 3      |
| 25     | Svezia               | 0   | 1       | 0      | 1      |
| 25     | Lussemburgo          | 0   | 1       | 0      | 1      |
| 25     | Turchia              | 0   | 1       | 0      | 1      |
| 25     | Bosnia ed Erzegovina | 0   | 1       | 0      | 1      |
| 29     | Rep. Ceca            | 0   | 0       | 2      | 2      |
| 30     | Finlandia            | 0   | 0       | 1      | 1      |
| Totale | Totale               | 77  | 75      | 78     | 230    |